# The Beu Sisters
The Beu Sisters é um grupo feminino norte-americano de pop-rock da Flórida. 

## Carreira
O grupo é formado pelas irmãs Candice (1975), Christie (nascida em 1978) e Danielle (nascida em 1987). Anteriormente, contava também com a ex-integrante Jiliane (nascida em 1983). Elas nasceram em Manhattan, Nova Iorque e foram influenciadas a se tornarem cantoras pelos pais, Mary Ann O'Reilly e Andy, que eram atores que trabalhavam na Broadway.
Em 1991, após a família se mudar para New Smyrna Beach, Flórida, as irmãs começaram a cantar juntas, embora tivessem sonhos diferentes em relação a carreira artística. Porém, depois dos pais se divorciarem em 1994, elas passaram a se focar exclusivamente ao ramo musical tendo a mãe delas como mentora.
Conhecidas como Littil Women, após quatro anos fazendo apresentações a cappella, em 1997 elas gravaram quatro canções demos originais. Após a divulgação das demos, elas começaram a realizar a abertura dos shows de artistas como Daryl Singletary, Bad Company, Billy Ray Cyrus e Ricochet. Após alguns meses se dedicando a esses projetos, elas enviaram a última cópia das músicas a Desmond Child, um compositor bastante conhecido, que as ajudou a assinarem um contrato com a gravadora S-Curve.
Em agosto de 2002, elas lançaram o single "I Was Only (Seventeen)" e, no mês seguinte, lançaram o primeiro álbum de estúdio do grupo, Decisions. Para promovê-lo, se apresentaram em diversos programas de televisão e, no ano seguinte, colaboraram para a trilha sonora dos filmes Como Perder um Homem em 10 Dias e The Lizzie McGuire Movie com as canções  "Catch Me If You Can" e "You Make Me Feel Like A Star", respectivamente.
Em 2004, gravaram uma série de canções para a Disney, incluindo "Anytime You Need a Friend" de Home on the Range e "Once Upon A Broken Heart" de Ella Enchanted. Também realizam o ato de abertura de Kelly Clarkson e Clay Aiken no Independent Tour. No verão do mesmo ano, lançaram o single "What Do You Do in the Summer (When It's Raining?)" e realizaram uma série de apresentações na Flórida, mas entraram em hiatus após Christie Beu ter seu filho em dezembro. As Beu Sisters têm planos para lançarem um novo álbum, embora sem 
Jillian Beu, que deixou o grupo sem divulgar a causa.